# Alekszandr Iljics Jegorov
Alekszandr Iljics Jegorov (oroszul: Алекса́ндр Ильи́ч Его́ров; Buzuluk, 1883. október 25. – Moszkva, 1939. február 23.) orosz katona, a Szovjetunió első öt kinevezett marsalljának egyike. 1901-től szolgált a cári hadseregben mint önkéntes, és 1917-re az alezredesi rendfokozatot is elérte. Harcolt az első világháborúban, hat kitüntetést érdemelt ki és ötször sebesült meg. A cári rendszer bukása után ezrede katonatanácsának tagja lett, és az eszer frakciót vezette, ám egyre inkább sodródott a bolsevikok felé. Az 1917-es októberi orosz forradalom után 14 eszeres bajtársával együtt az 1. hadsereg végrehajtó bizottságának tagja lett, majd ezredessé léptették elő. Ezután harcolt az oroszországi polgárháborúban, majd a lengyel–szovjet háborúban volt a Délnyugati Front parancsnoka, és ezekből az időkből származott komoly ellentéte Tuhacsevszkij marsallal.
Ekkoriban Sztálin közvetlen munkatársa volt, aki a front haditanácsának a tagja volt, így gyakran aludtak egy fedél alatt. A polgárháború után azonban nem belőle, hanem Bugyonnijból és Vorosilovból csinált hőst a propaganda, amit Jegorov igen nehezményezett. 1935-ben marsallá léptették elő, majd Tuhacsevszkij 1937-es kivégzése után átvette helyét a honvédelmi népbiztos helyetteseként. Azonban egy alkalommal, iszogatás közben azzal vádolta Sztálint, hogy kisajátítja érdemeit, amiért 1938 márciusában letartóztatták, börtönbe zárták és megkínozták. Ekkor „bevallotta”, hogy részt vett a hadsereg „trockista-fasiszta összeesküvésében”, és 1939. február 23-án agyonlőtték.

## Élete

### Fiatalkora
1883. október 25-én született a Volga-vidék déli részén lévő Buzulukban egy kispolgári család negyedik gyermekeként. Fiatalkorának körülményei mindmáig homályosak mivel 1926-os hivatalos életrajza több pontban eltér későbbi életrajzírójának művétől. Így például Jegorov saját születési dátumaként 1895-öt adja meg, azonban anyakönyvi bizonyítványában 1893 szerepel. Önéletrajzában szó esik arról, hogy nagy szegénységben élt, és apja alkoholista volt, ám erről későbbi életrajzírója nem tesz említést, mint ahogy az sem bizonyos, milyen foglalkozásból élt apja. Az önéletrajz szerint rakodómunkás volt, aki helyett gyakran Jegorov és bátyja álltak be dolgozni. Jegorov saját állítása szerint úgy szerzett érettségit, hogy nem járt iskolába, és saját erejéből tanulta meg a szükségeseket, azonban önkéntes katonai szolgálatra benyújtott jelentkezéséhez csatolta a gimnázium 6. osztályának elvégzését tanúsító okmányt. Nem igaz az az állítása sem, hogy 1905-ben politikai okokból leszerelték volna a cári hadseregtől.
A környék nyomorúságos helyzete miatt Jegorov 1901-ben önkéntesnek jelentkezett a cári hadseregbe, abban a reményben, hogy a tisztképző iskolába küldik helytállása esetén. Terve sikerült is, és 1902-ben a Kazanyi Gyalogsági Junkeriskolába került. Az 1905-ös orosz forradalom idején egy rendfokozattal visszavetették, mert részt vett egy forradalmi eseményen, ám tanulmányait nem kellett megszakítania, és április 22-én alhadnaggyá avatták. E mellé még 1904. augusztus 9-én rangelsőséget szerzett mint évfolyama legkiválóbb tanulója. Ezután a Tiflisz környéki 13. Eriváni testőrgránátos ezredhez vezényelték. Itt hat évig szolgált, először Bakuban végezve járőrszolgálatot, majd Tbilisziben segítette a polgári hatóságokat. Goriban állomásozott egy rövid időre, ahol az 1906-os lázongások elfojtásában segédkezett. 1907 és 1910 között a kaukázusi vasútvonal őrzésére vezényelték. 1908-ban hadnaggyá léptették elő. 1911 áprilisában a Kijevi Katonai Körzetbe helyezték át, ahol feleségül vette a kaukázusi szolgálata alatt megismert Varvara Vaszilijevnát, akinek előzőleg 3 évig udvarolt. Első gyermeke, Tatyjana 1912 márciusában született meg. Nem sokkal az első világháború kitörése előtt kinevezték törzskapitánnyá és egy század élére került.

### Első világháború
A tűzkeresztségen 1914. augusztus 13-án esett át egységével. A támadásuk sikerrel járt, és hatvan osztrák katonát, valamint két tisztet ejtettek fogságba. Ezért jutalmul díszfegyvert kapott. Az elkövetkező két évben hat alkalommal tüntették ki és öt alkalommal sebesült meg. Kórházba azonban nem volt hajlandó menni az orvosok tanácsa ellenére sem, és folytatta a harcot. 1915. július 20-án eszméletlenül mentették ki a harctérről és ezután egy hónapig kórházban tartották súlyos sebei miatt. Ezután kinevezték századosnak, és négy hónapot töltött Tverben, mint az egyik tartalékezred zászlóaljának parancsnoka, majd ezt követően két hónapig leendő zászlósokat képzett ki Rigában. Ezek után tért vissza a Nyugati-Dvina mentén harcoló 132. gyalogezredhez, ahol később az 1917-es februári forradalom híre érte őt. Jegorov számára ez lehetőséget nyújtott arra, hogy szocialista elveit kibontakoztathassa, és nemsokára beválasztották a 32. hadosztály katonatanácsába az eszer frakció élére.
Jegorovra két esemény gyakorolt nagy hatást: a július Kerenszkij-offenzíva csúfos bukása, amely 150 000 orosz halottal járt, és végeredményben hátrébb lévő állásokba kényszerítette a hadsereget; és Lavr Kornyilov augusztusi hatalomátvételi kísérlete. Ez utóbbi meggyőzte arról, hogy az eszereknek meg kéne szakítani az együttműködést a burzsoá pártokkal, és a párt balszárnya a bolsevikokhoz csatlakozott, majd az 1917-es októberi orosz forradalom után szocialista koalíció létrehozására törekedtek, azonban a párt vezetése ezeket kizárta. Jegorov ezekben az időkben továbbra is aktív politikai szerepet vállalt, és fokozatosan sodródott a bolsevikok irányába. Augusztusban a 12. hadsereg katonatanácsának tagjává választották, majd szeptemberben tagja lett a hadosztály leszerelési bizottságának, amely a régebb óta szolgáló katonák leszerelésének problémájával foglalkozott. A bolsevik hatalomátvétel után megválasztották hadosztályküldöttnek a november 12-i Első Hadsereg Kongresszusra, és részt vett a Kerenszkij által kiadott hadparancs egyhangú megtagadásában. November 13-án részt vett a Szovjetek Második Összoroszországi Kongresszusán és egy tisztán szocialista kormány létrehozását javasolta. Ezután 14 eszer bajtársával egyetemben beválasztották az 1. hadsereg végrehajtó bizottságába.
November 9-én ezredessé léptették elő, és a hónap közepén az 1. hadsereg küldöttjeként a Szovjetek Második Kongresszusának Központi Végrehajtó Bizottságába küldték. November 22-én utazott el Szentpétervárra, és a leszerelési bizottság tagjává választották, majd decemberben a Központi Végrehajtó Bizottság katonai osztályának tagja lett, ahol a bolsevik frakcióval működött együtt. Ekkor ismerkedett meg Avel Jenukidzével, egy régi bolsevikkal, akinek javaslatára a katonai tanácsban maradhatott, és ő irányította Jegorov minden cselekedetét ebben az időszakban. 1918. január végén a német–szovjet béketárgyalások megszakadása után a németek újabb offenzívát indítottak, és Jegorov visszatért a frontra az ellenállást megszervezni. Egy visszaemlékezés szerint ezekben az időkben egy utászcsapattal robbantott fel vasúti hidakat, hogy lassítsa az ellenség előrenyomulását, ám életrajzírója szerint kiképzőként segédkezett vörösgárdista egységek felállításában. Márciusban aztán megszületett a breszt-litovszki béke, és erre válaszul az eszerek kiléptek a kormányból, amit Jegorov elítélt, és július 16-án megjelent levele a Pravdában, amelyben kijelentette kilépését az eszer pártból, és jelezte csatlakozási kérelmét a bolsevikokhoz.

### Orosz polgárháború

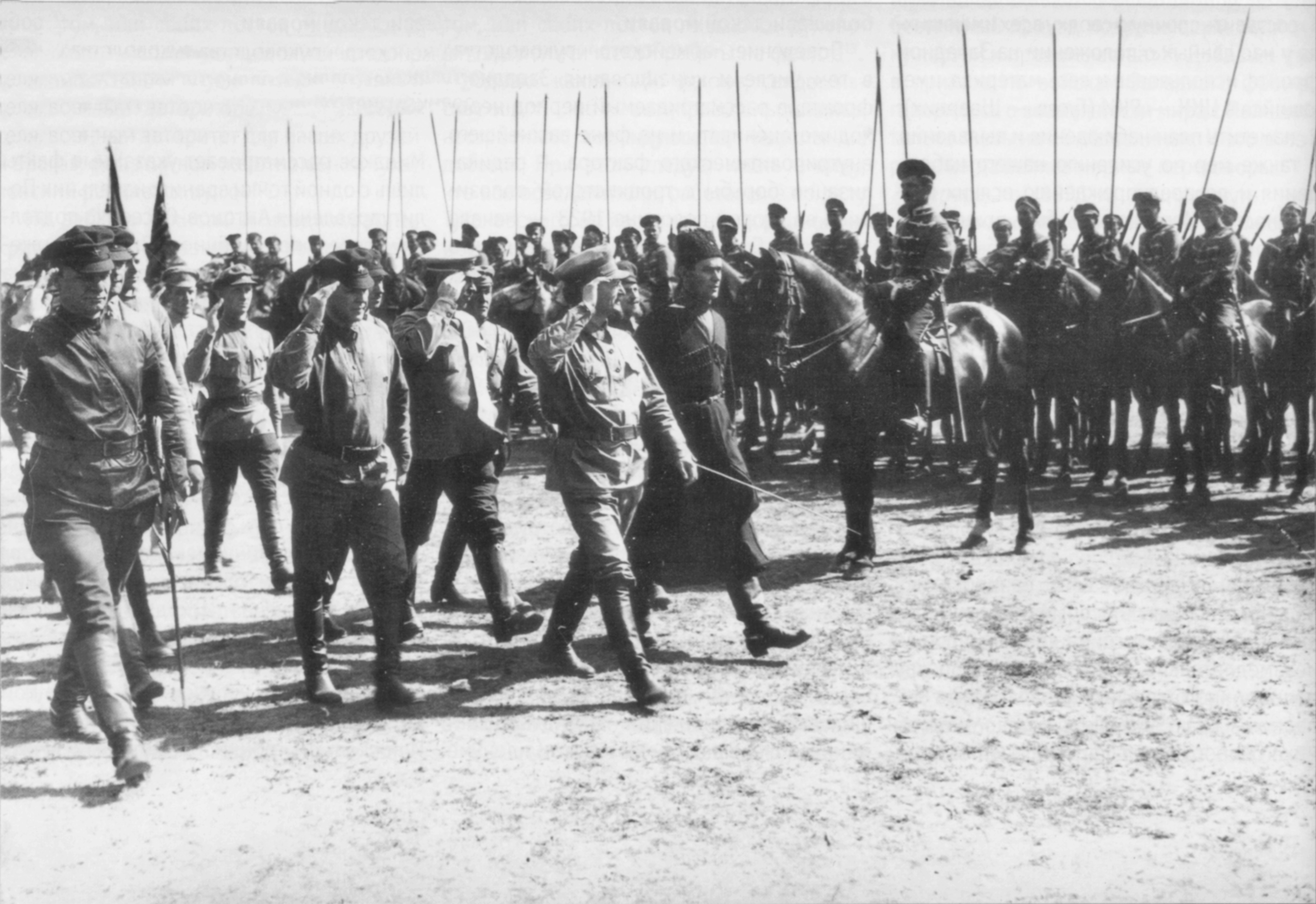
Trockij 1919-ben megszemléli a Vörös Hadsereg déli erőit. A kép bal szélén Jegorov látható

Habár a béke megkötése után az eszerek kivonultak a kormányból, Jegorov pozíciója nem romlott a Központi Végrehajtó Bizottságban, sőt Jenukidze javaslatára őt bízták meg az új hadsereg létrehozásával, majd áprilisban a Moszkvai Katonai Körzet egységeinek ellenőrzésével bízták meg. A rossz tapasztalatok miatt arra kérte Lenint, hogy a különböző tisztségekre jelölteket vegyék szigorú felülvizsgálat alá, amely többi javaslatával együtt bekerült a Központi Igazolóbizottság irányelveibe. Április 7-én pedig Jegorovot nevezték ki a bizottság élére, amely igen fontos megbízatás volt, hiszen itt bírálták el az ezredparancsnoki és magasabb tisztségekre jelölt vezetőket. A legelső igazolt Mihail Tuhacsevszkij volt cári hadnagy lett. Jegorov ezzel együtt a Leszerelési Népbiztosság kiürítési osztályának vezetője is volt, így ő tárgyalt a központi hatalmak képviselőivel a hadifoglyok cseréjéről.
Az oroszországi polgárháború elején a Vörös Hadseregre mért vereségeket egy sor hibára vezette vissza, amelyekre megoldási javaslatokat is tett, így például a statárium kihirdetését vagy egy egységes vezérkar létrehozásának ötletét. Nyár végén már a frontra szándékozott menni, így augusztus végén kinevezték a 9. hadsereg élére. Itt hozzálátott, hogy a többnyire irreguláris csapatokból ütőképes erőt szervezzen, azonban október végén megbetegedett, és december végéig kórházban tartották. Felépülése után a caricini 10. hadsereg vezetését vette át Vorosilovtól, majd részt vett a város körüli ostromzár feltörésében. 1919 májusában megsebesült a harcokban, és csak július 9-én tért vissza a szolgálatba, amikor kinevezték a 14. hadsereg élére, amely Gyengyikin fehér erőivel állt szemben.
Szergej Kamenyev új főparancsnok augusztus 15-i ellentámadási kísérlete azonban kudarcba fulladt, ugyanis a jobbszárnyon haladó 13. és 14. hadsereget megakadályozták az egyesülésben a fehérek. Ezután az egész offenzíva megtorpant, majd több helyen visszavonulásokra került sor, és Kurszk is elesett. Jegorov szeptember 26-án katasztrofálisnak értékelte a helyzetet. A vereség miatt a frontot kettéosztották, a balszárnyból létrejött a Délkeleti Front, míg a korábbi jobbszárny alkotta most már a Déli Frontot. A front 112 500 katonát és 17 500 lovast számlált október 12-én. Frontparancsnokká Jegorovot nevezték ki, mellé pedig Sztálint helyezték a Forradalmi Katonai Tanács tagjaként, így ő ellenőrizte Jegorov ténykedéseit, és ellenjegyezte parancsait. Sztálin dolgozta ki a déli támadás új tervét, habár önéletrajzában Jegorov ezt magának tulajdonította. A 13. és 14. hadsereget azonban az összpontosítás befejezése előtt támadásba küldte, így azok súlyos veszteséget szenvedtek. Ennek ellenére szeptember 20-án visszafoglalták Orjolt.
Október végén került sor új támadásra, amely már komoly sikerekkel járt. Október 24-én Bugyonnij erőivel együttműködve elfoglalták Voronyezst, majd november 16-án az attól 100 kilométerre nyugatra lévő vasútállomást. Ez lehetőséget nyújtott Gyenyikin erőinek kettévágására. Az év végére a fehérek itteni erői széthullóban voltak, miközben Bugyonnij 1. lovashadserege és a Déli Front folyamatosan nyomult előre. Január 10-én elfoglalták Taganrogot és Rosztovot, ami a fehér erők széthullásához vezetett. Az egységet Délnyugati Fronttá nevezték át, és feladatul kapta a maradék odesszai fehér erők felszámolását, amit februárra hajtott végre, egyúttal a Dnyeper egész nyugati partját megtisztítva a fehérektől.

### Lengyel–szovjet háború

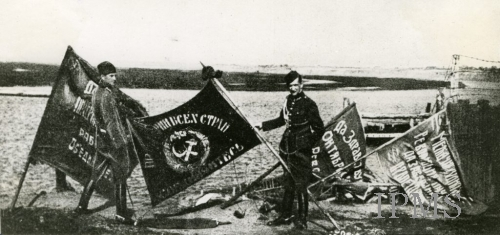
Lengyel katonák zsákmányolt szovjet lobogókkal a varsói csata után

A fehérek felett aratott győzelem után a lengyel erőkkel szemben helyet foglaló Délnyugati Front parancsnoka maradt, és részt vett a lengyel–szovjet háborúban. A hadműveletek kidolgozásakor igen szűkös információkat kapott a szomszédos Nyugati Front terveit illetően, ám megpróbálta ezekhez igazítani saját tervét. Ekkor a lengyel erők jelentette veszély ellenére is azt az utasítást kapta, hogy számolja fel a Krímben lévő fehér erőket, még ha ez csökkenti is védelmi képességeit. A 13. hadsereget jelölték ki a feladatra, és április 28-át jelölték ki határidőnek, azonban az április 18-án meginduló lengyel támadás miatt a hadművelet megkezdésére nem került sor. Eközben azonban Vrangel báró erői is támadást indítottak, és partra szálltak az Azovi-tenger északi partján. A Délnyugati Front lassan kezdett újra stabilizálódni, amit Tuhacsevszkij nyugati irányú támadása segített elő, azonban az Ukrajnából átvezényelt lengyel erők a kiindulóállásaiba szorították őt vissza.
Jegorov erői május 26-án indítottak ellentámadást, ám a súlyos hadvezetésbeli hiányosságok miatt nem sikerült elfoglalni Kijevet. A front vezetésének egy sor olyan intézkedést megtételét kellett parancsba adnia a hadseregparancsnokoknak, amelyek minden hadseregben alapvetőnek számítanak. A Bugyonnij által irányított 1. lovas hadsereg június elején áttörte a lengyelek vonalát, 50 kilométer mélyen nyomulva be mögéjük. Innen továbbhaladt Zsitomirba, amelynek eleste után az ukrajnai lengyel ellenállás összeomlott, majd 12-én Kijev is elesett. Július 12-ére az előrenyomuló csapatok elfoglalták Rovnót is, következő célpontjuk pedig Breszt-Litovszk volt. Jegorov azonban növekvő ellenállásról számolt be Lvov irányában július 22-i táviratában, és kérte, hogy a Délnyugati Front arra intézze támadását, abban a hiszemben, hogy Tuhacsevszkij erői is képesek bevenni Bresztet. A két front így távolodni kezdett egymástól. A hadvezetés utóbb lépéseket tett a probléma megoldására, és a Varsó ellen vonuló Nyugati Front megerősítésére, azonban Jegorov ilyen értelemben adott parancsát Sztálin nem volt hajlandó ellenjegyezni.
Sztálint ezután Moszkvába rendelték, és felmentették pozíciójából, így Jegorov már érvényes parancsot adhatott a kijelölt egységek átvezénylésére a Nyugati Fronthoz. Bugyonnij 1. lovashadseregét nem lehetett kivonni a Lvov közeli harcokból, mivel nem volt egység, amely a helyére állhatott volna. Így az augusztusban indított lengyel ellentámadás súlyos vereséget mért a Varsó környéki szovjet erőkre, így az visszavonulni volt kénytelen. Az elszenvedett vereség keresztbe húzta a központi terveket Lengyelország bolsevizálásról, és jelentős területek kerültek lengyel irányítás alá, amelyet az 1921-es rigai béke hagyott jóvá. Ennek ellenére sem Jegorovot, sem Tuhacsevszkijt nem váltották le.

### További karrierje
A vesztes varsói csata után ellenséges lett a viszonya Tuhacsevszkijjel, mivel kölcsönösen egymást vádolták az elszenvedett vereségért. 1925-ben a Kínai Köztársaságba küldték, ahol Csang Kaj-sek katonai tanácsadója volt egy évig. Visszatérése után a hadiipari főigazgatóság elnökhelyettese lett, ahol lehetősége volt megismerni a legújabb fegyvereket. Ezt követően a Belorusz Katonai Körzet parancsnokává nevezték ki, ahol a villámháborúhoz hasonló stratégiát képzelt el, amelyben a lovasság és a páncélosok mélyen benyomulnak az ellenséges területre, megakadályozva annak mozgósítását. Ezt 1932 júliusában elfogadták, és terjeszteni kezdték a Vörös Hadseregben. Jegorov támogatásának nagy jelentősége volt, hiszen sok katonai vezető keresett más utat a Vorosilov és Bugyonnij által favorizált lovasság helyett. Végül azonban arra jutott, hogy a páncélosok nem lehetnek a fő támadóerő, a gyalogság szerepe ugyanis még mindig igen nagy.
1931-ben összeismerkedett Erich von Mansteinnel, akit Jegorov felesége igen elbűvölt. Jegorov német–szovjet fegyverbarátságot ajánlott a megjelent német tiszteknek Lengyelország ellen. Ez a látogatás a két ország közötti titkos együttműködésnek volt a része, amelynek Adolf Hitler 1933-as hatalomra jutása vetett véget. Ez azonban nem vetett véget a két hadseregvezetés közötti rokonszenvnek, és 1936-os látogatása alkalmával Jegorov félrehívta Ernst-August Köstring német katonai attasét, hogy beszéljen vele a két nép egymás elleni uszításának helytelenségéről. 1933-ban szintén ő volt az, aki az Amerikai Egyesült Államok első katonai attaséját, Philip R. Faymonville őrnagyot hasonló meleg fogadtatásban részesítette. 1935. szeptember 22-én a Szovjetunió első öt kinevezett marsallja között volt, és ezzel együtt vezérkari főnök is maradt.

### Bukása
Színésznő feleségét, Galinát legjobb barátnőjével, Bugyonnij feleségével, Olgával egy időben tartóztatták le, 1937-ben, és Jegorov halála előtt ki is végezték, míg Olga megőrült a magánzárkában. A Tuhacsevszkij-ügyben, ami a sztálini tisztogatások és az NKVD gondosan előkészített koncepciós pereinek része volt, marsalltársát hamisan katonai puccs előkészítésével vádolták meg és ítélték halálra. Jegorov és Vorosilov neve nem szerepelt a bírák között: utóbbi honvédelmi népbiztosként elvileg hivatalosan felette állt a csatározásoknak, míg Jegorov vagy visszautasította a részvételt vagy főfoglárként vett részt az ügyben. Ezt akkoriban sokan baljós előjelnek tekintettek. Ennek ellenére továbbra is a védelmi népbiztos első helyettese maradt, és a Szovjetunió Legfelső Tanácsának tagja lett. Ebben az évben a propagált offenzív stratégia erőltetése helyett defenzív javaslatokat tett, amit Vorosilov defetizmusnak nevezett.
Sztálinnal ápolt jó kapcsolata és az 1. lovashadseregben a polgárháború során betöltött szerepe miatt sokan úgy gondolták, védelmet élvez a tisztogatásoktól. 1938 januárjában a Kaukázusba vezényelték, ami az NKVD kedvelt stratégiája volt a leendő áldozat elszigetelésére. Az egyik katonai akadémia oktatója feljelentést küldött Sztálinnak, amiben szabotázzsal vádolta meg Jegorovot. Ezután vizsgálat indult ellene, azzal a váddal, hogy vezérkari főnökként szabotálta a Vörös Hadsereget, majd az ügy során érkezett másik feljelentés szerint még 1917-ben megrágalmazta Lenint. Egy hónap grúziai tartózkodás után Moszkvába rendelték, ahol áprilisban eltűnt. Visszahívták a párt Központi Bizottságából, feleségét pedig lengyel kémnek nyilvánították. Jegorov halálos ítéletét csak 1939. február 23-án, a Vörös Hadsereg napján hajtották végre. Bár bukásának okairól csak feltételezések vannak, több történész szerint is Jenukidzével való kapcsolata lehetett az egyik ok, aki 1935 után Sztálin egyik különleges célpontja volt; valamint az, hogy a polgárháború során ő váltotta Vorosilovot a 10. hadsereg élén. Rehabilitációjára 1957-ben került sor, családja azonban sohasem kapott hivatalos tájékoztatást haláláról.

## Művei magyarul
- A Munkás-Paraszt Vörös Hadsereg harcászata és hadműveletei művészete az új szakaszban / A harckiképzés módszertana; in: Válogatás szovjet hadtudományi írásokból; vál., szerk. Kocsis Bernát; Zrínyi, Bp., 1984